# Badis kyanos
Badis kyanos — один з п'яти нових видів роду бадіс (Badis), виявлених у Західній Бенгалії (Індія) і описаних у 2015 році.
Вид був виявлений в річці Чел (англ. Chel River), басейн річки Тіста (англ. Tista River), лише в місці, розташованому за 7 км на захід від Дам-Дім (англ. Dam Dim), округ Джалпайгурі (англ. Jalpaiguri district). Зразки для дослідження були надані Ендрю Рао (англ. Andrew Arunava Rao), власником місцевої фірми з експорту тропічних риб Malabar Tropicals.

## Форма
Максимальна стандартна (без хвостового плавця) довжина риб серед досліджених зразків становила 35,2 мм (самець).
Тіло видовжене і стиснуте з боків, голова і морда округлені, якщо дивитися на риб збоку. Очі розташовані в передній верхній частині голови. Лінія спини трохи вигнута, контур черева у самців трохи увігнутий, а у самок, навпаки, випуклий, верхній і нижній краї хвостового стебла рівні.
Луска на боках ктеноїдна, на верхній частині голови і в грудній області циклоїдна. Уздовж бічної лінії розташовано 25-27 лусок. Спинний плавець має 15-17 твердих променів і 10 м'яких, анальний — 3 твердих і 7-10 м'яких, грудні плавці — 13-14 променів (усі м'які). Хребців: 26.

## Забарвлення
Забарвлення самця залежить від настрою і стану риби. Основний колір м'який шиферно-сірий із зеленкуватим відтінком. Біля очей добре помітні три короткі чорні смужки. Боками проходить дванадцять вертикальних чорних смуг з нечіткими контурами. Вони можуть об'єднуватись між собою, а також фрагментуватись на спинну і черевну частини.
Усе тіло самця має слабкий синій лиск. Луски іноді виявляють оранжеві або коричневі цятки. Зяброві кришки темні, з оранжевими або коричневими плямами.
Хвостовий плавець прозорий, спинний має оранжевий відтінок. Передні частини анального і черевних плавців мають м'яке блакитне забарвлення. Грудні плавці з жовтим відтінком. Спинний, анальні і черевні плавці облямовані вузькою яскраво-білою смужкою. На спинному плавці за нею йде ще вузька чорна смужка, а між його променями розташовані невиразні темні плями.
У стресовому стані тіло риб стає темно-сірим, зяброві кришки набувають металевого темно-синього кольору. Смуги на боках майже повністю щезають, а на лусках з'являються темно-оранжеві цятки. Черевні і анальний плавці стають темно-сірими. Таке стресове забарвлення є унікальним в межах роду бадіс.
Самки, так само, як і самці, мають темні смуги на тілі, але оранжевих цяток у них менше. Не мають вони й оранжевих або коричневих плям на зябрових кришках. Плавці прозорі, лише спинний має легкий оранжевий відтінок.

## Місце в складі родуBadis
Рід Badis включає більше 20 видів риб. За типом забарвлення вони були поділені на декілька груп, і така класифікація отримала підтвердження на основі молекулярних аналізів.

Три нових види із Західної Бенгалії (Badis autumnum, Badis andrewraoi і Badis kyanos) не мають визначальних ознак жодної з груп, що раніше існували. Натомість вони генетично тісно пов'язані один з одним. Це дає підстави для виділення окремої B. autumnum-групи.
Від своїх найближчих родичів B. kyanos відрізняється характером вертикальних смуг на боках, а також своїм унікальним стресовим забарвленням. Крім того, існують деякі морфологічні відмінності, зокрема кількість лусок по висоті тіла і вздовж бокової лінії є різною тощо.

## Етимологія назви виду
Ще до появи наукового опису вид був відомий під торговою назвою Badis sp. «Granite».
Так само, як і ця, його наукова назва, що походить від грецького слова κυανός, вказує на характерний колір основного забарвлення риб. Від того ж грецького слова, до речі, походить назва мінералу кіаніт темно-синього кольору.